# Manfred Schumann
Manfred Schumann (n. 7 februarie 1951, Hannover, RFG) este un bober și atlet ce a reprezentat Germania, medaliat olimpic. A participat la Jocurile Olimpice de vară din 1972, la 110 m garduri, și la Jocurile Olimpice de iarnă din 1976 în care a câștigat o medalie de argint și o medalie de bronz în probele de bob. În 1974 a devenit campion mondial în proba de bob de patru persoane.

## Palmares
| An   | Competiție                      | Locație                      | Loc | Eveniment     | Note    |
| ---- | ------------------------------- | ---------------------------- | --- | ------------- | ------- |
| 1970 | Campionatul European de Juniori | Paris, Franța                | 4   | 110 m garduri | 14,30   |
| 1970 | Campionatul European de Juniori | Paris, Franța                | 3   | 4×100 m       | 40,55   |
| 1971 | Campionatul European în sală    | Sofia, Bulgaria              | 10  | 60 m garduri  | 8,1     |
| 1971 | Campionatul European            | Helsinki, Finlanda           | 12  | 110 m garduri | 14,52   |
| 1972 | Campionatul European în sală    | Grenoble, Franța             | 9   | 50 m          | 5,92    |
| 1972 | Campionatul European în sală    | Grenoble, Franța             | 2   | 50 m garduri  | 6,58    |
| 1972 | Jocurile Olimpice               | München, Germania de Vest    | 18  | 110 m garduri | 14,13   |
| 1973 | Campionatul European în sală    | Rotterdam, Țările de Jos     | 17  | 60 m          | 6,87 s  |
| 1973 | Campionatul European în sală    | Rotterdam, Țările de Jos     | 14  | 60 m garduri  | 8,00    |
| 1974 | Campionatul Mondial             | St. Moritz, Elveția          | 1   | bob-4         | 4:49,72 |
| 1974 | Campionatul European            | Roma, Italia                 | 12  | 110 m garduri | 14,04   |
| 1976 | Jocurile Olimpice               | Innsbruck, Austria           | 2   | bob-2         | 3:44,99 |
| 1976 | Jocurile Olimpice               | Innsbruck, Austria           | 3   | bob-4         | 3:41,37 |
| 1976 | Campionatul European            | St. Moritz, Elveția          | 10  | bob-2         | 4:54,52 |
| 1976 | Campionatul European            | St. Moritz, Elveția          | 2   | bob-4         | 4:42,72 |
| 1977 | Campionatul Mondial             | St. Moritz, Elveția          | 3   | bob-2         | 4:52,78 |
| 1977 | Campionatul Mondial             | St. Moritz, Elveția          | 4   | bob-4         | 4:43,54 |
| 1977 | Campionatul European în sală    | San Sebastián, Spania        | 3   | 60 m garduri  | 7,91    |
| 1978 | Campionatul European            | Innsbruck, Austria           | 5   | bob-2         | 3:50,08 |
| 1978 | Campionatul European            | Innsbruck, Austria           | 4   | bob-4         | 3:41,39 |
| 1978 | Campionatul European în sală    | Milano , Italia              | 15  | 60 m garduri  | 8,03    |
| 1979 | Campionatul European            | Winterberg, Germania de Vest | 4   | bob-4         | 3:43,79 |
| 1979 | Campionatul Mondial             | Königssee, Germania de Vest  | 2   | bob-2         | 3:30,09 |